# Acontias plumbeus
Espèce
Synonymes
- Acontias niger Peters, 1854

Statut de conservation UICN

 LC  : Préoccupation mineure
Acontias plumbeus est une espèce de sauriens de la famille des Scincidae.

## Répartition
Cette espèce se rencontre :
- en Afrique du Sud ;
- au Swaziland ;
- dans le Sud du Mozambique ;
- dans l'Est du Zimbabwe.

## Description
C'est un saurien vivipare.

## Publication originale
- Bianconi, 1849 : Alcune nuove specie di rettili del Mozambico. Nuovi annali delle scienze naturali, sér. 2, vol. 10, p. 106-109 & 202-208 (texte intégral).